# Dichaea tenuifolia
Dichaea tenuifolia är en orkidéart som beskrevs av Rudolf Schlechter. Dichaea tenuifolia ingår i släktet Dichaea och familjen orkidéer. Inga underarter finns listade i Catalogue of Life.